# Інкапсуляція поля
Інкапсуля́ція по́ля (англ. Encapsulate Field) — прийом рефакторингу, що дозволяє полегшити роботу з даними, покращити модульність частин програми та полегшити її підтримку. Забезпечує зближення даних і поведінки над цими даними.

## Проблема
Є публічне поле.
C#
```
class
 
Person

{

    
public
 
string
 
name
;

}

```

C++
```
class
 
Person

{

public
:

    
std
::
string
 
name
;

};

```

## Рішення
Зробити поле приватним і створити для нього методи доступу чи властивість.
C#
```
class
 
Person
 

{

    
private
 
string
 
name
;

 

    
public
 
string
 
Name

    
{

        
get
 
{
 
return
 
name
;
 
}

        
set
 
{
 
name
 
=
 
value
;
 
}

    
}

}

```

C++
```
class
 
Person
 

{

private
:

    
std
::
string
 
name
;

public
:

    
const
 
std
::
string
 
&
get_name
()
 
const

    
{

        
return
 
name
;

    
}

    
void
 
set_name
(
const
 
std
::
string
 
&
new_name
)

    
{

        
name
 
=
 
new_name
;

    
}

};

```

## Причини рефакторингу
Одним із принципів об'єктного програмування є інкапсуляція або можливість приховання даних об'єкту. Інакше всі дані об'єктів були б публічними, а інші об'єкти могли б отримувати та модифікувати дані об'єкту без його відома. При цьому розділяються дані та поведінка, яка пов'язана з цими даними, погіршується модульність частин програми та ускладнюється її підтримка.

## Переваги
1. Якщо дані й поведінка якогось компоненту тісно пов'язані між собою і знаходяться в одному місці коду, то набагато простіше буде підтримувати та розвивати цей компонент.
2. Можна робити якісь складні операції, пов'язані з доступом до полів об'єкту.

## Випадки, коли застосувати не можна
Трапляються випадки, коли інкапсуляція полів небажана з міркувань підвищення швидкодії. Ці випадки дуже рідкісні, але іноді цей момент буває дуже важливим.
Наприклад, є графічний редактор, в якому є об'єкти, що мають координати x і y. Ці поля навряд чи змінюватимуться в майбутньому. До того ж, в програмі бере участь дуже багато різних об'єктів, в яких є присутніми ці поля. Тому звернення безпосередньо до полів координат економить значну частину процесорного часу, який інакше витрачався б на виклики методів доступу.

## Порядок рефакторингу
1. Створити властивості (геттер і сеттер) для поля.
2. Знайти усі звернення до поля. Замінити отримання значення з поля — геттером, а установку нових значень в полі - сеттером.
3. Після того, як усі звернення до полів замінені, зробити поле приватним.
4. Виконати компіляцію і тестування.

## Подальші кроки
Інкапсуляція поля є всього лише першим кроком до зближення даних і поведінки над цими даними. Після того, як було створено прості методи доступу до полів, варто ще раз перевірити місця, де ці методи викликаються. Цілком можливо, код з цих ділянок доречніше виглядав би в самих методах доступу.

## Схожі рефакторинги
- Самоінкапсуляція поля

## Бореться з запахом
- Клас даних